# Merely Mary Ann
Merely Mary Ann is een Amerikaanse dramafilm uit 1931 onder regie van Henry King. Het scenario is gebaseerd op het gelijknamige toneelstuk uit 1903 van de Britse auteur Israel Zangwill. De film werd destijds in Nederland uitgebracht onder de titel Kus mij goeden nacht.

## Verhaal
Het weesmeisje Mary Ann wordt door dominee Smedge naar mevrouw Leadbatter in Londen gebracht om karweitjes op te knappen in haar pension. Ze maakt daar kennis met de gefrustreerde componist John Lonsdale, die erg gemeen is tegen haar. Ze wordt getroost door zijn vriend Peter Brooke.

## Rolverdeling
| Acteur          | Personage          |
| --------------- | ------------------ |
| Janet Gaynor    | Mary Ann           |
| Charles Farrell | John Lonsdale      |
| Beryl Mercer    | Mevrouw Leadbatter |
| J.M. Kerrigan   | Slepersknecht      |
| Tom Whiteley    | Slepersknecht      |
| Lorna Balfour   | Rosie Leadbatter   |
| Arnold Lucy     | Dominee Smedge     |
| G.P. Huntley    | Peter Brooke       |
| Harry Rosenthal |                    |